# Synthèse d'indole de Gassman
La synthèse d'indole de Gassman  est une série de réactions organiques permettant de synthétiser des indoles substitués à partir de l'aniline.

## Mécanisme réactionnel
Le mécanisme réactionnel de la synthèse de Gassman d'indoles est divisé en trois étapes.
- La première étape est une oxydation de l'aniline (1) par l'hypochlorite de tert-butyle (tBuOCl) pour donner une chloramine (2).

- la seconde étape est l'addition d'une cétone pour donner un ion sulfonium (3). Cette réaction est en général faite à basse température (-78 °C).

- La troisième et dernière étape est l'addition d'une base, qui est dans notre exemple la triéthylamine. En réchauffant à la température de la pièce, la base va déprotoner l'ion sulfonium ion pour créer un ylure de sulfonium (4), qui subit rapidement un réarrangement sigmatropique [2,3] pour donner une cétone (5). Cette dernière subit une  condensation facile pour donner le 3-thiométhylindole désiré (6).

## Remarques
Cette synthèse est une synthèse monotope et aucun des intermédiaires ne peut être isolé. R1 peut être un hydrogène ou un groupe alkyle et R2 un groupe aryle ou alkyle, la réaction fonctionnant le mieux avec l'aryle. Des dérivés de l'aniline, riches en électrons, comme la 4-méthoxyaniline ont tendance à faire échouer la réaction.
Le groupe thiométhyle en position 3 est souvent retiré en utilisant le nickel de Raney pour donner un 3-H-indole.